# Koeleria calderonii
Koeleria calderonii är en gräsart som beskrevs av A.Molina. Koeleria calderonii ingår i släktet tofsäxingar, och familjen gräs. Inga underarter finns listade i Catalogue of Life.